# پروتکل هانیبال

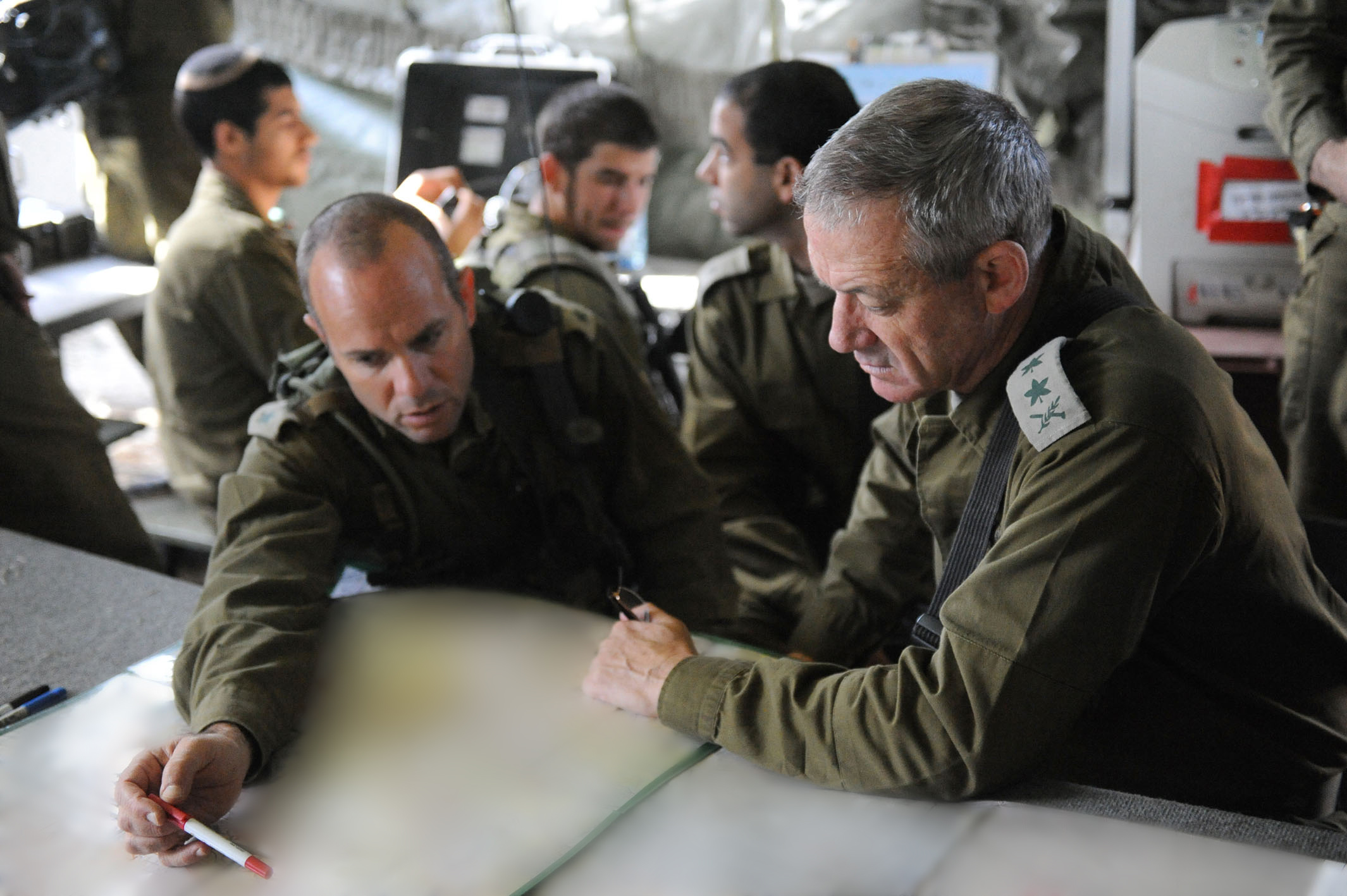
بنی گانتس (راست)، رئیس وقت ستاد مشترک ارتش اسرائیل ، در یک تمرین آموزشی که در آن نیروها سناریوی ربوده شدن سرباز را تمرین کردند. گانتس در سخنرانی در فوروم عملیات ارتش اسرائیل اظهار داشت که پروتکل‌های ارتش اسرائیل اجازه نمی‌دهد که یک سرباز برای جلوگیری از ربوده شدن وی کشته شود.

دستورالعمل هانیبال (عبری: נוהל חניבעל‎، آوانگاری: Nóhal Khanibaál) که به عنوان رویه هانیبال یا پروتکل هانیبال نیز ترجمه شده است، نام رویه مجادله برانگیزی است که توسط نیروهای دفاعی اسرائیل (IDF) برای جلوگیری از افتادن شهروندان اسرائیلی به دست نیروهای دشمن استفاده می‌شود. طبق یک نسخه، این پروتکل می‌گوید «آدم‌ربایی باید به هر طریقی متوقف شود، حتی به قیمت ضربه زدن و آسیب رساندن به نیروهای خودی».
ممکن است دو نسخه از دستورالعمل هانیبال در مواقعی به‌طور همزمان وجود داشته: یک نسخه مکتوب، قابل دسترسی فقط برای رده‌های بالای ارتش اسرائیل، و یک نسخه "قانون شفاهی" برای فرماندهان لشکر و سطوح پایین‌تر. در نسخه دومی، "به هر طریق" اغلب به معنای واقعی کلمه تعبیر می‌شد، مانند "یک سرباز ارتش اسرائیل "مرده اش بهتر از این است که ربوده شود. '". در سال ۲۰۱۱، رئیس ستاد مشترک ارتش اسرائیل ، بنی گانتس اظهار داشت که این دستورالعمل اجازه کشتن سربازان ارتش اسرائیل برای جلوگیری از آدم‌ربایی را نمی‌دهد.

## پس زمینه
اسرائیل، به استثنای چندین استثنای قابل توجه، به اصل عدم مذاکره با کسانی که تروریست می‌داند، به ویژه در موقعیت‌های گروگان‌گیری، پایبند بوده است. این سیاست منجر به موفقیت‌های قابل توجهی مانند عملیات انتبه شد، اما منجر به از دست دادن جان انسان‌ها، به عنوان مثال کشتار مالوت هم شد. در مواردی که سربازان اسرائیلی اسیر می‌شدند و راه حل نظامی پیدا نمی‌شد، اسرائیل مجبور می‌شد با اسیرکنندگان برای تبادل اسرا مذاکره کند. بخش بزرگی از مردم اسرائیل رها کردن سربازان اسیر شده به سرنوشت را قبول نمی‌کنند.
در سال ۱۹۷۰، یکی از اعضای جنبش آزادیبخش ملی فلسطین (فتح) از لبنان وارد اسرائیل شد و یک نگهبان امنیتی را در شمالی‌ترین شهر اسرائیلی متولا ربود. او این کار را به منظور تضمین تعویض نگهبان با یکی از اعضای ارشد فتح، زندانی در اسرائیل انجام داد. در سال ۱۹۷۹، اسرائیل موافقت کرد که یک اسرای اسراییلی را که توسط فلسطینی‌ها نگهداری می‌شد با ۷۶ مبارز فلسطینی محکوم شده در زندان‌های اسرائیل مبادله کند.
پس از جنگ ۱۹۸۲ لبنان، نیروهای فلسطینی ۹ سرباز ارتش اسرائیل را به عنوان اسیر جنگی بازداشت کردند. شش نفر در دست فتح (جناح اصلی ساف) و سه مورد توسط جبهه خلق برای آزادی فلسطین-فرماندهی کل طرفدار سوریه بودند. در سال ۱۹۸۳، اسرائیل با آزادی ۴۷۰۰ اسیر فلسطینی و لبنانی، از جمله چند افسر عالی‌رتبه ساف، در ازای شش سرباز ارتش اسرائیل که در اسارت فتح بودند، موافقت کرد. سال بعد اسرائیل موافقت کرد که ۱۱۵۰ اسیر فلسطینی دیگر را از زندان‌های اسرائیل آزاد کند. به بسیاری از آنها اجازه داده شد در قلمرو تحت کنترل اسرائیل بمانند.

## انتقادها و ممنوعیت

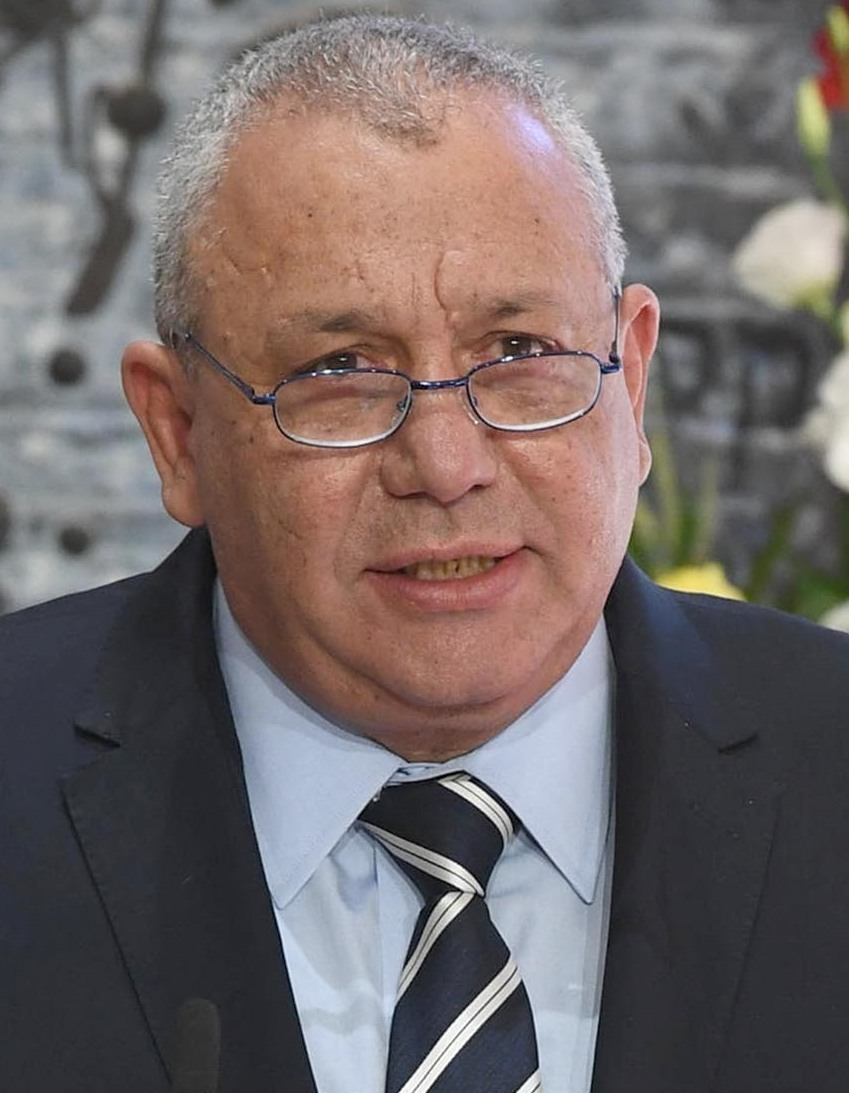
در سال ۲۰۱۶، دستورالعمل هانیبال توسط گادی آیزنکوت، رئیس ستاد مشترک ارتش اسرائیل لغو شد.

این پروتکل در سال ۱۹۸۶، پس از مواردی از ربوده شدن سربازان ارتش اسرائیل در لبنان و تبادل نظر مجادله برانگیز زندانیان پس از آن، معرفی شد. متن کامل این دستورالعمل هرگز منتشر نشد و تا سال ۲۰۰۳، سانسور نظامی اسرائیل هرگونه بحث در مورد این موضوع را در مطبوعات ممنوع کرد. این دستورالعمل چندین بار تغییر کرده است، و در سال ۲۰۱۶ گادی آیزنکوت دستور لغو رسمی دستورالعمل دائمی و تنظیم مجدد این پروتکل را صادر کرد.
در مورد ربوده شدن گیلاد شالیت، استناد به دستورالعمل هانیبال دیرتر از آن اتفاق افتاد که تأثیری بر روند رویدادها داشته باشد.
روزنامه‌های اسرائیلی از جمله هاآرتص، ای بی سی نیوز و کمیسیون تحقیق سازمان ملل خاطرنشان کرده‌اند که در جریان حمله حماس به اسرائیل در سال ۲۰۲۳، ارتش اسرائیل دستور استفاده از پروتکل هانیبال را صادر کرد. به ارتش اسرائیل دستور داده شد تا «به هر قیمتی» از ربودن غیرنظامیان یا سربازان اسرائیلی که احتمالاً منجر به کشته شدن تعداد زیادی از گروگان‌های اسرائیلی شود، جلوگیری کند.

## جنگ ۲۰۲۳ اسرائیل و حماس

### ادعاهای استفاده از پروتکل هانیبال توسط ارتش اسرائیل در جنگ با حماس
پیش از این تصور می‌رفت عموماً مورد موقعیت‌هایی اعمال شود که شامل سربازان ارتش اسرائیل، پیکارگران دشمن و احتمالاً غیرنظامیان غیر اسرائیلی (با هدف اجتناب از تکرار تبادل اسرای احمد جبرئیل، سمیر قنطار و گیلاد شالیت که برای اسرائیل نامطلوب پنداشته می‌شود)، اما نه برای غیرنظامیان اسرائیلی باشد. در ۷ اکتبر ۲۰۲۳ در حالی که شبه نظامیان حماس داشتند گروگان‌های غیرنظامی اسرائیلی را به سمت غزه می‌راندند، ارتش اسرائیل به سوی آنان آتش گشود، و برخی از صاحبنظران استدلال کرده‌اند که این بر پایه اجرای پروتکل هانیبال در یک مقیاس گسترده بود. این اولین بار در تاریخ درگیری اسرائیل و فلسطین است که عملیات آدم‌ربایی فلسطینی‌ها و واکنش هانیبال بعدی اسرائیل شامل غیرنظامیان اسرائیلی می‌شود. تحقیقات هاآرتص در ژوئیه ۲۰۲۴ به این نتیجه رسید که این پروتکل در آن روز در موارد متعددی مورد استفاده قرار گرفته است که با دستوری در ساعت ۷:۱۸ صبح در خصوص وضعیت گذرگاه مرزی ارز شروع شده است.
در ۵ دسامبر ۲۰۲۳، گروگان‌های اسرائیلی آزاد شده توسط حماس با کابینه جنگی بنیامین نتانیاهو ملاقات کردند و ادعا کردند که در جریان حمله ۷ اکتبر حماس به اسرائیل، تعمداً توسط هلیکوپترهای اسرائیلی در مسیر حرکتشان به غزه مورد حمله قرار گرفتند و در حالی که آنها آنجا بودند به‌طور پیوسته توسط ارتش اسرائیل گلوله‌باران شدند.
سرهنگ دوم نوف ارز در مصاحبه ای باپادکست هفتگی عبری هاآرتص اسرائیل، توضیح داد که ارتش اسرائیل کم و بیش در مرز غزه از روی زمین محو شده بود. هیچ‌کس نبود که خلبانان هلیکوپتر یا پهپاد بتوانند با او ارتباط برقرار کنند. این امر شناسایی افراد روی زمین را بسیار دشوار می‌کرد. به گفته ارز، «پروتکل هانیبال، که ما برای آن در ۲۰ سال گذشته تمرین‌هایی را انجام داده‌ایم، مربوط به یک خودروی تکی حاوی گروگان‌ها است: شما می‌دانید که از کدام قسمت از حصار عبور می‌کند، از کدام سمت جاده می‌رود… حتی به کدام جاده می‌رود… چیزی که ما اینجا دیدیم یک «هانیبال توده‌ای» بود. منفذهای زیادی در حصار بود. هزاران نفر در وسایل نقلیه بسیار متفاوت هم با گروگان و هم بدون آنها سوار بودند.
کانال ۱۲ اسرائیل در ۱۶ دسامبر گزارش داد که نیروهای ارتش اسرائیل به یک تراکتور حامل گروگان‌ها به غزه شلیک کردند و یک گروگان را کشته و تعدادی دیگر را زخمی کردند. طبق گفته هاداس داگان و یاسمین پورات، بازماندگان کیبوتص بئری، یک تانک اسرائیلی دو گلوله به خانه ای شلیک کرد که معلوم بود بیش از ده‌ها گروگان از جمله دوقلوهایی ۱۲ ساله را در آن نگهداری می‌کرد؛ فقط یک گروگان در آن زنده ماند. در ژانویه ۲۰۲۴، سرمقاله هاآرتص از ارتش اسرائیل خواست فاش کند که آیا پروتکل هانیبال در جریان کشتار بئری مورد استفاده قرار گرفته است یا خیر.
همچنین در ماه ژانویه، میدل ایست مانیتور گزارش داد که نوام دان، پسر عموی گروگان اوفر کالدرون، اتهاماتی را علیه نخست‌وزیر اسرائیل مطرح کرد و مدعی شد که گروگان‌ها در غزه به عنوان بخشی از استراتژی ای برای طولانی کردن دوره صدارت سیاسی [نتانیاهو] عمداً دارند قربانی می‌شوند. دن استدلال کرد که این بخشی از یک «پروتکل هانیبال» گسترده‌تر است، و اظهار داشت: «دولت من در حال نابودی آنها است.»
به گزارش ماندویس، در ۲۸ مارس ۲۰۲۴، سروان ارتش اسرائیل، بار زونشاین مصاحبه‌ای انجام داد که در آن از شلیک گلوله‌های تانک به خودروها در روز ۷ اکتبر گفت، اگرچه نمی‌دانست که جنگجویان اسرائیلی زنده یا مرده در آن‌ها بودند یا خیر. وی در مورد اینکه آیا در نتیجه کشته شدن سربازان اسرائیلی تصمیم درستی بود یا خیر، گفت: «به این نتیجه رسیدم که این تصمیم درستی است، بهتر است ربوده شدن متوقف شود و آنها گرفته نشوند.»

### بیانیه‌های ارتش اسرائیل
در ۱۸ دسامبر، ارتش اسرائیل تأیید کرد که پیکارگران اسرائیلی "در نتیجه آتش دوستانه در ۷ اکتبر به خاک افتادند "، اما افزود که "فرای تحقیقات عملیاتی رویدادها، به دلیل حجم پیچیدگی عظیم و پیچیده حوادثی که در جوامع کیبوتص و جنوب اسرائیل رخ داد به دلیل شرایط چالش برانگیزی که سربازان در آن زمان در آن قرار داشتند بررسی آنها از نظر اخلاقی صحیح نیست. تحقیقی توسط روزنامه اسرائیلی یدیعوت آحارونوت در ژانویه به این نتیجه رسید که ارتش اسرائیل از ظهر روز ۷ اکتبر عملاً پروتکل هانیبال را اعمال کرده است و به تمام واحدهای رزمی دستور داده است تا «به هر قیمتی» هرگونه تلاش تروریست‌های حماس برای بازگشت به غزه با گروگان‌ها را متوقف کنند. به گزارش یدیعوت آحارونوت، سربازان اسرائیلی حدود ۷۰ خودرو را در جاده‌های منتهی به غزه بازرسی کردند که توسط هلیکوپتر، تانک یا پهپاد مورد اصابت قرار گرفته بودند، و حداقل در برخی موارد همه سرنشینان آن کشته شده بودند.

### هاآرتص
تحقیقات هاآرتص در ژوئیه ۲۰۲۴ نشان داد که ارتش اسرائیل دستور استفاده از پروتکل هانیبال را صادر کرده است و افزود: «هاآرتص نمی‌داند که آیا غیرنظامی یا سربازی و به چه تعداد به دلیل این اقدامات مورد اصابت قرار گرفته‌اند یا خیر، اما داده‌های تجمعی نشان می‌دهد که بسیاری از افراد ربوده شده در معرض خطر، و در معرض تیراندازی اسراییل بودند، حتی اگر آنها هدف نبوده باشند.» یکی از این تصمیمات در ساعت ۷:۱۸ صبح گرفته شد، زمانی که یک پست دیده‌بانی گزارش داد که فردی در گذرگاه ارز، نزدیک به دفتر رابط ارتش اسرائیل ربوده شده است. فرمان «هانیبال در ارز» از ستاد فرماندهی لشکر آمد، «یک زیک بفرستید». به گزارش هاآرتص، زیک یک پهپاد تهاجمی بی سرنشین است و معنای این فرمان واضح بود.
منبعی در فرماندهی جنوبی ارتش اسرائیل به هاآرتص گفت: "همه تا آن زمان می‌دانستند که چنین خودروهایی ممکن است حامل غیرنظامیان یا سربازان ربوده شده باشند… هیچ موردی وجود نداشت که خودرویی که افراد ربوده شده را حمل می‌کرد آگاهانه مورد حمله قرار گیرد، اما نمی‌توانستید بدانید آیا چنین افرادی در یک وسیله نقلیه بودند. نمی‌توانم بگویم دستورالعمل روشنی وجود داشت، اما همه می‌دانستند که این که به هیچ خودرویی اجازه داده نشود به غزه برگردد به چه معناست. همان منبع اظهار داشت که در ساعت ۱۴:۰۰ دستور جدیدی داده شد که «قرار بود منطقه اطراف حصار مرزی را به منطقه کشتار تبدیل کند و آن را به سمت غرب ببندد.»
هاآرتص در ادامه گزارش داد که در ساعت ۶:۴۰ بعد از ظهر، اطلاعات نظامی بر این باور بود که ستیزه‌جویان قصد دارند به صورت سازماندهی شده از نزدیک کیبوتص بئری، کفر عزا و کیسوفیم به غزه فرار کنند. در پاسخ، ارتش به منطقه حصار مرزی، بسیار نزدیک به برخی از این جوامع، گلوله توپخانه پرتاب کرد. مدت کوتاهی پس از آن نیز گلوله‌ها به سمت گذرگاه مرزی ارز شلیک شد. ارتش اسرائیل می‌گوید که از صدمه دیدن غیرنظامیان در این بمباران‌ها اطلاعی ندارد.
هاآرتص به یک مورد اشاره می‌کند که در آن مشخص است به غیرنظامیان حمله شد که در خانه پسی کوهن در کیبوتص بئری رخ داده است. ۱۴ گروگان در خانه ای بودند که ارتش اسرائیل به آن حمله کرد که ۱۳ نفر از آنها کشته شدند.

### دولت اسرائیل
در ۵ آوریل، تحقیقی دربارهٔ وقایع مربوط به ربودن افرات کاتز، ساکن کیبوتص نیر اوز، یکی از جوامع هدف حمله، انواع شواهد ویدئویی و شهادت شاهدان را مورد بررسی قرار. این تحقیق بیان کرد که شواهد نشان می‌دهد که یکی از هلیکوپترهای مسلح به خودرویی شلیک کرده است که افراد مسلح سرنشین آن بودند و شواهد نشان می‌دهد که گروگان‌هایی نیز در آن وجود داشته است. در بیانیه ای آمده است: «در نتیجه این آتش‌سوزی، اکثر تروریست‌های سرنشین خودرو کشته شدند و به احتمال زیاد افرات کاتز نیز کشته شد.» این تحقیق بیان کرد که تحقیقات نشان می‌دهد که گروگان‌ها را نمی‌شد با سیستم‌های نظارتی موجود تشخیص داد. در این بیانیه آمده است: «فرمانده نیروی هوایی در عملیات خدمه بالگرد که با رعایت فرمان‌ها در یک واقعیت پیچیده جنگ عمل می‌کردند، ایرادی نیافت.

### ای بی سی نیوز (استرالیا)
گزارش سپتامبر ۲۰۲۴ توسط ای بی سی نیوز (استرالیا) استفاده از پروتکل هانیبال را پوشش می‌دهد. در این گزارش به نقل از افسر سابق نیروی هوایی اسرائیل، سرهنگ نوف ارز، آمده است: "این یک هانیبال دسته جمعی بود. سوراخ‌های بسیاری در حصار بود، و هزاران نفر سوار هر نوع وسیله نقلیه، برخی با گروگان و برخی بدون گروگان. " در این گزارش همچنین اشاره شده است که افسران تانک این که این پروتکل را تفسیر کرده‌اند را تأیید می‌کنند و به خودروهایی که به غزه بازمی‌گشتند، شلیک می‌کنند که احتمالاً اسرائیلی‌ها در آن سوار بودند. کاپیتان تانک بار زونشاین به کانال ۱۳ اسرائیل گفت: «احساس درونی من به من گفت که آنها [سربازان تانک دیگر] می‌توانند در آنها باشند. از کاپیتان زون‌شاین پرسیده می‌شود: "پس ممکن است با این کار آنها را بکشید؟ آنها سربازان شما هستند."
ای بی سی نیوز می‌افزاید که نه تنها سربازان بلکه غیرنظامیان اسرائیلی نیز هدف قرار گرفتند. در دو حادثه غیرنظامیان اسرائیلی از تیراندازی نیروهای اسرائیلی به آنها و کشتن سایر گروگان‌ها جان سالم به در بردند. یکی از بازمانده‌های کیبوتص نیر اوز گفت که در حالی که اعضای حماس می‌خواستند او و دیگر گروگان‌ها را از مرز بگذرانند، ارتش اسرائیل به سوی آنان آتش گشود: «یک هلیکوپتر ارتش اسرائیل بالای سرمان ظاهر شد. در نقطه‌ای بالگرد به سمت تروریست‌ها، راننده و دیگران شلیک کرد. آنها در واگن فریاد می‌زدند." خانم دکل چن گفت که یک زن به نام دوست او افرات کاتز مورد اصابت گلوله قرار گرفت و کشته شد. شش ماه بعد، تحقیقات نیروی هوایی اسرائیل تأیید کرد که احتمالاً یک هلیکوپتر تهاجمی کاتز را کشته است.
ای بی سی نیوز همچنین به استفاده از این پروتکل در کیبوتص بئری در اقامتگاه پسی اشاره می‌کند که باعث کشته شدن ۱۳ غیرنظامی شد.
این گزارش اضافه می‌کند که ارتش اسرائیل در پاسخ به بازماندگان بئری تحقیقاتی را آغاز کرد و در یک بررسی عملیاتی که در ژوئیه ۲۰۲۴ منتشر شد، خود را از تخلف تبرئه کرد و بسیاری را در بئری ناراضی باقی گذاشت. شارون کوهن، عروس پسی کوهن به رادیو اسرائیل گفت که نتیجه‌گیری تحقیقات را نمی‌پذیرد: او در ۱۴ ژوئیه به رادیو بت اسرائیل گفت: «این واقعاً درست نیست [که به گروگان‌ها توسط گلوله‌های تانک آسیبی نرسیده است». "به دلیل مسائل مربوط به حریم خصوصی شخصی، من واقعا نمی‌توانم وارد جزئیات شوم. اینها جزئیاتی است که به ما گفته شد دوباره بررسی می‌شود. علاوه بر این، من می‌گویم زیرا حوادث کیبوتص بسیار استثنایی، عجیب و غریب و دشوار بود. کل موضوع بیرون آوردن اجساد و کالبد شکافی و همه آن چیزها اساساً انجام نشد.»
ای‌بی‌سی نیوز می‌افزاید که «بازبینی ارتش اسرائیل همچنین با شهادت یکی از دو بازمانده خانه پسی، یاسمین پورات، که در ۱۵ اکتبر به رادیو کان اسرائیل گفت که افراد مسلح حماس گروگان‌ها را تهدید نکرده‌اند، و در عوض قصد داشتند با پلیس برای امنیت آنها مذاکره کنند در تضاد است. او گفت که یک واحد ویژه پلیس اسرائیل تبادل آتش را با تیراندازی به خانه آغاز کرده بود و در این مصاحبه از او پرسیده شد: «بنابراین.» ممکن است نیروهای ما به آنها شلیک کرده باشند؟ او پاسخ داد: بدون شک.

## نظرات
در اکتبر ۲۰۱۹، قاسم سلیمانی، فرمانده وقت نیروی قدس سپاه پاسداران، در مصاحبه‌ای با تلویزیون دولتی ایران درباره جنگ ۲۰۰۶ لبنان اظهار داشت که استفاده ارتش اسرائیل از پروتکل هانیبال باعث شد گروه‌هایی مانند حزب‌الله و حماس عملیات‌های اسیرگیری خود را با دقت بیشتری برنامه‌ریزی کنند تا از کشته شدن اسرا به دست آتش خودی اسرائیل جلوگیری شود. او در توصیف عملیات حزب‌الله گفت این عملیات‌ها باید در عرض چند ثانیه انجام می‌شد و اسرا فوراً به مکان امنی منتقل می‌شدند تا قبل از واکنش سریع نیروی هوایی یا زمینی اسرائیل کشته نشوند.

### گزارش کمیسیون سازمان ملل متحد
گزارشی از سوی کمیسیون سازمان ملل که در ژوئن ۲۰۲۴ منتشر شد، دریافت که نیروهای امنیتی اسرائیل در ۷ اکتبر در چندین مورد از پروتکل هانیبال استفاده کردند. در یک نمونه، یک خدمه تانک تأیید کرد که هنگام تیراندازی به وسیله نقلیه ای که مظنون به حمل سربازان ربوده شده اسرائیلی بود، پروتکل هانیبال را اعمال کرده بودند. در این گزارش همچنین آمده است که در دو مورد، نیروهای اسرائیلی «احتمالاً پروتکل هانیبال را اعمال کرده‌اند» که منجر به کشته شدن ۱۴ غیرنظامی اسرائیلی شده است.